# Szalay Sándor (műkorcsolyázó)
Szalay Sándor (Budapest, 1893. június 6. – Budapest, 1965. április 5.) Európa-bajnok műkorcsolyázó.

## Pályafutása
A BKE (Budapesti Korcsolyázó Egylet) műkorcsolyázója volt. 1926–1932 között Orgonista Olgával, páros műkorcsolyázásban versenyzett. Ők voltak a magyar páros műkorcsolyázás első jelentős eredményeket elérő képviselői. 1928-ban megnyerték a páros műkorcsolyázásban első ízben kiírt magyar bajnokságot. Az 1929. évi budapesti világbajnokságon szintén ők nyerték a magyar páros műkorcsolyázás első világbajnoki érmét. 1930-ban Bécsben a szakág első magyar Európa-bajnoki címét nyerték, majd azt 1931-ben St. Moritzban is meg tudták védeni. Az 1931. évi berlini világbajnokságon a Rotter Emília–Szollás László páros mögött a második helyen végeztek. Az 1932. évi Lake Placid-i téli olimpián ismét a Rotter–Szollás páros mögött szorultak a negyedik helyre. Az aktív sportolást az 1932. évi olimpia után fejezték be.

## Sporteredményei
- olimpiai 4. helyezett (1932)
- világbajnoki 2. helyezett (1931)
- világbajnoki 3. helyezett (1929)
- világbajnoki 4. helyezett (1932)
- kétszeres Európa-bajnok (1930, 1931)
- magyar bajnok (1928, 1929, 1930)